# Lycée de Mendong
Le lycée bilingue de Mendong est un établissement public d'enseignement secondaire situé dans le quartier de Mendong, à Yaoundé, capitale du Cameroun.

## Dirigeants
aaaa - aaaa: Félix Nkoa

## Palmarès
Le lycée bilingue de Mendong est en 2010 le lycée public camerounais affichant le plus fort taux de réussite au baccalauréat, et le 12e meilleur taux de réussite au baccalauréat tout établissement camerounais confondu,,.